# Bath Chronicle
The Bath Chronicle est un journal hebdomadaire anglais, publié pour la première fois sous plusieurs titres avant 1760 à Bath, en Angleterre. Avant septembre 2007, il faisait l'objet d'une publication quotidienne.

## Histoire

### Les changements de nom
Le Bath Journal fut publié en 1743, et a été renommé Boddely's Bath Journal. Il a été renommé Keene's Bath Journal en janvier 1822, et a finalement été repris par le Bath Herald en mars 1916. Le journal fut également à l'origine du Bath Chronicle and Universal Register qui remplaça le Bath Advertiser, publié depuis 1755.
En 1919 il changea son nom en Bath and Wilts Chronicle, à la suite de sa fusion avec un autre journal. Le Bath Herald s'unit au Bath Chronicle en 1925 et devient le Bath Chronicle and Herald, modifié en 1936 en Bath Weekly Chronicle and Herald,.
Au début des années 1960 intervient un changement mineur de nom et le journal devient le Bath and Wilts Evening Chronicle .
Le 21 septembre 2007, The Bath Chronicle a annoncé le projet de passer d'une publication quotidienne à une publication hebdomadaire.
Le journal a célébré son 250e anniversaire officiel en octobre 2010Pour l'occasion, il a publié un supplément spécial intitulé "Celebrating 250 Years of the Bath Chronicle".

### Propriétaire
Depuis 2010, le journal est détenu par la société Northcliffe Media, filiale du groupe de presse Daily Mail and General Trust. Sa diffusion s'étend sur la population de Bath et de ses environs, incluant une partie du Wiltshire et du Somerset.

### Publications associées
Une série de suppléments hebdomadaires a inclus le Property Chronicle, le Bath Observer et le Norton Radstock & Frome Observer, la publication de ces deux derniers suppléments a cessé en 2008.
Un Projet de Journaux Géorgien (Georgian Newspaper Projet) a développé une base de données contenant des informations sur le Bath Chronicle pour les années 1770-1800 .